# Kunštát
Kunštát település Csehországban, a Blanskói járásban. Kunštát Sebranice, Voděrady, Rozseč nad Kunštátem, Drnovice, Černovice, Zbraslavec, Tasovice, Lhota u Lysic, Letovice, Nýrov, Makov, Kunice, Petrov és Bedřichov településekkel határos. Lakosainak száma 2854 fő (2024. január 1.).

## Népesség
A település lakosságának változását az alábbi diagram mutatja:
| Lakosok száma | 1981 | 2384 | 2494 | 2137 | 2208 | 2542 | 2778 | 2787 | 2788 | 2854 |
|               | 1869 | 1890 | 1921 | 1950 | 1980 | 2001 | 2017 | 2019 | 2022 | 2024 |